# Кім Юн Хьон
Кім Юн Хьон (кор. 김 준형; нар. 4 серпня 1990) — південнокорейський борець греко-римського стилю, срібний та бронзовий призер чемпіонатів Азії, чемпіон Океанії.

## Життєпис
Боротьбою почав займатися з 2003 року.
Виступав за спортивний клуб «Samsung Life». Тренер — Кім Ін Соп.

## Спортивні результати на міжнародних змаганнях

### Виступи на Чемпіонатах світу
| Змагання                        | Збірна         | Вагова категорія                 | Місце |
| ------------------------------- | -------------- | -------------------------------- | ----- |
| Чемпіонат світу з боротьби 2017 | Південна Корея | греко-римська боротьба, до 80 кг | 23    |

### Виступи на Чемпіонатах Азії
| Змагання                       | Збірна         | Вагова категорія                 | Місце  |
| ------------------------------ | -------------- | -------------------------------- | ------ |
| Чемпіонат Азії з боротьби 2014 | Південна Корея | греко-римська боротьба, до 80 кг | Бронза |
| Чемпіонат Азії з боротьби 2017 | Південна Корея | греко-римська боротьба, до 80 кг | Срібло |

### Виступи на Чемпіонатах Океанії
| Змагання                          | Збірна         | Вагова категорія                 | Місце  |
| --------------------------------- | -------------- | -------------------------------- | ------ |
| Чемпіонат Океанії з боротьби 2005 | Південна Корея | греко-римська боротьба, до 66 кг | Золото |
| Чемпіонат Океанії з боротьби 2005 | Південна Корея | вільна боротьба, до 66 кг        | 4      |

### Виступи на Кубках світу
| Змагання                    | Збірна         | Вагова категорія                 | Місце |
| --------------------------- | -------------- | -------------------------------- | ----- |
| Кубок світу з боротьби 2013 | Південна Корея | греко-римська боротьба, до 74 кг | 14    |

### Виступи на інших змаганнях
| Змагання              | Збірна         | Вагова категорія                 | Місце  |
| --------------------- | -------------- | -------------------------------- | ------ |
| Турнір «Олімпія» 2014 | Південна Корея | греко-римська боротьба, до 80 кг | Золото |

### Виступи на змаганнях молодших вікових груп
| Змагання                                        | Збірна         | Вагова категорія          | Місце |
| ----------------------------------------------- | -------------- | ------------------------- | ----- |
| Чемпіонат Океанії з боротьби серед юніорів 2005 | Південна Корея | вільна боротьба, до 66 кг | 4     |